# Амазонас (држава Венецуеле)
Амазонас или Амасонас (шп. Estado Amazonas), једна је од 23 државе у Боливарској Републици Венецуели. Обухвата скоро петину површине Венецуеле, али има мање од 1% укупне популације те државе. Покрива укупну површину од 180.145 km² и има 157.293 становника (2011). Његова густина је 0,8 становника по km².
Главни и највећи град је Пуерто Ајакучо, али до почетка XX века био је Сан Фернандо де Атабапо. Иако савезна држава носи назив по реци Амазон, већина држава лежи у сливу реке Ориноко.
Амазонас има највећи проценат староседелачких народа у Венецуели. На националном нивоу то је око 1,5% становништва Венецуеле, али проценат домородаца у Амазонасу је скоро 50%.

## Општине и општинска седишта
| Општина              | Седиште                 | km²        | Становништво        | Мапа |
| -------------------- | ----------------------- | ---------- | ------------------- | ---- |
| Општина Алто Ориноко | Ла Есмералда            | 49.217 km² | 14.222 стан. (2008) |      |
| Општина Атабапо      | Сан Фернандо де Атабапо | 25.062 km² | 12.797 стан. (2007) |      |
| Општина Атурес       | Пуерто Ајакучо          | 7.302 km²  | 91.386 стан. (2007) |      |
| Општина Аутана       | Исла Ратон              | 12.291 km² | 8.181 стан. (2007)  |      |
| Општина Манапиаре    | Сан Хуан де Манапиаре   | 32.042 km² | 9.658 стан. (2007)  |      |
| Општина Мароа        | Мароа                   | 13.082 km² | 8.181 стан. (2005)  |      |
| Општина Рио Негро    | Сан Карлос де Рио Негро | 37.903 km² | 9.658 стан. (2007)  |      |

## Галерија
- Вожња реком у Амазонасу
- Водени тобоган у Амазонасу